# Marin Draganja
Marin Draganja (ur. 13 maja 1991 w Splicie) – chorwacki tenisista, reprezentant w Pucharze Davisa, olimpijczyk z Rio de Janeiro (2016).

## Kariera tenisowa
Występując jeszcze jako junior, w 2009 roku, wygrał wielkoszlemowy Roland Garros w grze podwójnej chłopców, tworząc parę z Dino Marcanem.
Karierę zawodową rozpoczął w 2009 roku.
W grze podwójnej Draganja wygrał 4 turnieje rangi ATP World Tour, w parze z Florinem Mergeą w lipcu 2014 roku w Hamburgu oraz wspólnie z Henrim Kontinenem w 2015 roku w Zagrzebiu, Marsylii i Barcelonie. Ponadto Chorwat był uczestnikiem 5 innych finałów.
W 2014 zadebiutował w reprezentacji Chorwacji w Pucharze Davisa.
W 2016 zagrał w konkurencji gry podwójnej na igrzyskach olimpijskich w Rio de Janeiro odpadając w 1 rundzie.
W rankingu gry pojedynczej Draganja najwyżej był na 550. miejscu (29 kwietnia 2013), a w klasyfikacji gry podwójnej na 20. pozycji (6 kwietnia 2015).

### Finały w turniejach ATP World Tour
| Nazwa                       |
| --------------------------- |
| Wielki Szlem                |
| Igrzyska olimpijskie        |
| ATP World Tour Finals       |
| ATP World Tour Masters 1000 |
| ATP World Tour 500          |
| ATP World Tour 250          |

#### Gra podwójna (4–5)
| Końcowy wynik | Nr | Data                 | Turniej   | Nawierzchnia  | Partner              | Przeciwnicy                          | Wynik finału       |
| ------------- | -- | -------------------- | --------- | ------------- | -------------------- | ------------------------------------ | ------------------ |
| Finalista     | 1. | 5 stycznia 2014      | Ćennaj    | Twarda        | Mate Pavić           | Johan Brunström Frederik Nielsen     | 2:6, 6:4, 7–10     |
| Zwycięzca     | 1. | 20 lipca 2014        | Hamburg   | Ceglana       | Florin Mergea        | Alexander Peya Bruno Soares          | 6:4, 7:5           |
| Finalista     | 2. | 21 września 2014     | Metz      | Twarda (hala) | Henri Kontinen       | Mariusz Fyrstenberg Marcin Matkowski | 7:6(3), 3:6, 8–10  |
| Finalista     | 3. | 26 października 2014 | Bazylea   | Twarda (hala) | Henri Kontinen       | Vasek Pospisil Nenad Zimonjić        | 6:7(13), 6:1, 5–10 |
| Zwycięzca     | 2. | 8 lutego 2015        | Zagrzeb   | Twarda (hala) | Henri Kontinen       | Fabrice Martin Purav Raja            | 6:4, 6:4           |
| Zwycięzca     | 3. | 22 lutego 2015       | Marsylia  | Twarda (hala) | Henri Kontinen       | Colin Fleming Jonathan Marray        | 6:4, 3:6, 10–8     |
| Zwycięzca     | 4. | 26 kwietnia 2015     | Barcelona | Ceglana       | Henri Kontinen       | Jamie Murray John Peers              | 6:3, 6:7(6), 11–9  |
| Finalista     | 4. | 9 kwietnia 2016      | Marrakesz | Ceglana       | Aisam-ul-Haq Qureshi | Guillermo Durán Máximo González      | 2:6, 6:3, 6–10     |
| Finalista     | 5. | 23 lipca 2017        | Umag      | Ceglana       | Tomislav Draganja    | Guillermo Durán Andrés Molteni       | 3:6, 7:6(4), 6–10  |